# Avis (biludlejningsfirma)
Avis (formelt Avis Rent a Car System, LLC) er en amerikanskbaseret multinational virksomhed, der beskæftiger sig med biludlejning. Virksomheden driver ca. 5.450 kontorer i 175 lande og beskæftiger 30.000 ansatte (2008). Siden 1962 har Avis markedsført med sloganet "We try Harder".
Selskabet blev grundlagt i 1946 i Detroit, Michigan, af Warren E. Avis, der etablerede sit første udlejningskontor ved Willow Run Airport i Michigan og Miami International Airport i Florida. Selskabet var det første, der udlejede nye biler og var også pionerer med forretningsidéen franchise. I 1954 frasolgte Warren E. Avis selskabet til en gruppe større investorer. Siden 2006 har det været et datterselskab af Avis Budget Group, der også driver Budget-kæden. Avis Budget Group er noteret på New York Stock Exchange.
Omkring 70 procent af omsætningen stammer fra forretningskunder. Avis' kontorer er ofte beliggende tæt på hoteller, banegårde og lufthavne.
Siden 1963 har Avis Biludlejning A/S været på det danske marked og driver i dag 46 kontorer.